# Carlos Segismundo de Greiff
Carlos Segismundo de Greiff (Westmanland, 1 de enero de 1793-Remedios, 29 de julio de 1870) fue un ingeniero y geógrafo colombo-sueco. 
Revolucionó las técnicas mineras en Colombia, y se convirtió en el fundador de una dinastía muy influyente en la vida cultural, científica y política de este país.

## Biografía
Según sus propias notas autobiográficas, su familia era oriunda de Silesia, pasó luego a Pomerania y después a Suecia, donde formó parte de la nobleza. Entre sus antepasados destaca Nicolás von Greiff, barón del Imperio sueco desde 1719, en tanto su padre Juan Luis Bogislaus von Greiff, fue militar y participó en las guerras de 1808 contra Rusia y 1814 contra Noruega.
Carlos Segismundo de Greiff estudió en el Colegio Militar de Carlburg y en la Universidad de Uppsala, de la cual se graduó como ingeniero. Entró al ejército sueco en 1809 y logró participar en la Guerra Finlandesa, llegando a ser capitán del ejército sueco. Una vez terminó la guerra, se dedicó a la enseñanza de táctica y estrategia, y a escribir colaboraciones sobre historia militar de Suecia para algunos periódicos y libros. El año de 1825 trabajaba en levantamientos geodésicos, cuando fue contratado como ingeniero de minas por la compañía B. A. Goldsmith; mientras se trasladaba a Medellín (Colombia) en 1826 para visitar a su hermana, que se encontraba radicada junto con su esposo el ingeniero ruso Carlos Hauswolff, la compañía quebró. De Greiff decidió dedicarse a la minería en la región aurífera de Antioquia, en sociedad con otros técnicos y empresarios nacionales y extranjeros, tales como Julián Vásquez y Tyrell Moore; este trabajo mancomunado permitió el gran desarrollo de la minería antioqueña en el siglo XIX.
En 1830 De Greiff introdujo en los ricos distritos mineros de Anorí y Amalfi, nordeste antioqueño, el uso y fabricación de los molinos de pisones o bocartes, con los cuales se logró aumentar considerablemente la producción de oro de veta. A partir de 1863 y hasta su muerte, en 1870, se desempeñó como director de las minas de la Compañía Inglesa de Frontino y Bolivia Ltda. en Segovia, dando las pautas para convertirla en una de las más importantes empresas del país.
El conocimiento que adquirió durante su estadía en la provincia de Antioquia le permitió levantar su famoso "Mapa de Antioquia", el cual litografió después en París, en 1857; la mayoría de sus cartas sobre la provincia estaban orientadas a localizar posibles zonas de colonización y minas, que le sirvieron a Agustín Codazzi para levantar la carta de la provincia a cargo de la Comisión Corográfica. Entre 1845 y 1848 dirigió la construcción del camino de Murindó a Urabá (el "camino de don Carlos"), que logró entre otras cosas poner en comunicación Medellín con el Darién, utilizando la navegación por el río Atrato, según encargo del general Tomás Cipriano de Mosquera. Esos años también realizó exploraciones en el Chocó y en el golfo de Urabá, de donde surgió su propuesta de construcción de un canal interoceánico utilizando el Atrato.
Por designación del presidente Mariano Ospina Rodríguez fue agrimensor oficial de la nación. En 1863 fue nombrado director de obras públicas del Estado Soberano de Antioquia. Durante muchos años fue el cónsul de Suecia y Noruega en Colombia, y sobresalió como matemático y políglota. Entre sus descendientes se cuentan el poeta León de Greiff, el musicólogo Otto de Greiff, el científico Jorge Arias de Greiff, el exfiscal General Gustavo de Greiff y la exministra Mónica de Greiff, también Pablo González de Greiff, entre otras personalidades.